# 萬福坊
万福坊（越南语：／），是越南河内市河东郡的一個坊。面积1.43平方公里，2022年有人口14,289。

## 历史沿革
原为河东市社万福社。2003年9月23日，万福社改制为万福坊。2008年5月29日，因所在的河西省整体并入河内市，万福坊随之划归河内市管辖。2009年，河东市改制为河内市下辖的一个郡，万福坊自此隶属于河东郡

## 经济
万福坊在公元4世纪前后就已经建立，并以丝绸纺织工艺见长，万福主要出产纹绸:61。其丝绸产品于1931年首次参加法国马赛博览会，后获法国人评为印度支那出产的精致产品，越南实施革新开放政策后，万福丝绸开始出口至世界各国。现代的越南政府也将万福视为重要的传统旅游村落并大力扶持开发。但传统工艺的大规模发展也为当地带来了噪音污染等环境问题。